# Casa de Wittelsbach
A Casa de Wittelsbach (em alemão: Haus von Wittelsbach) governou os territórios incluindo o Eleitorado da Baviera, o Palatinado Eleitoral, o Eleitorado de Colônia, Holanda, Zelândia, Suécia (com a Finlândia governada pelos suecos), Dinamarca, Noruega, Hungria, Boêmia e Grécia. Suas terras ancestrais da Baviera e do Palatinado eram príncipes-eleitores, e a família teve três de seus membros eleitos imperadores e reis do Sacro Império Romano. Eles governaram o Reino da Baviera, que foi criado em 1805 e continuou a existir até 1918.
A Baviera tornou-se um reino, em 1805, conforme o Tratado de Pressburgo, em consequência da dissolução do Sacro Império Romano-Germânico (962–1806). Com a Baviera independente do extinto governo imperial, os  Witteslbach tornaram-se a família real nesse mesmo ano, embora o Ducado da Baviera já existisse desde 1323.
Assim, Maximiliano IV José, que governava a Baviera desde 1799 como Príncipe-eleitor (em alemão:  Kurfürst), tornou-se o rei Maximiliano I José da Baviera.
O último rei da Baviera foi Luís III que abdicou em 1918.
A casa real não foi somente a soberana do seu estado natal, mas deteve outros títulos nobiliárquicos, entre alguns de seus principais, estavam o de Eleitor do Palatinado, parte do Sacro Império Romano-Germânico.
Atualmente o chefe da Casa de Wittelsbach é o príncipe Francisco, Duque da Baviera, como não se casou e não tem descendência, é o seu irmão Max Emanuel da Baviera (Max-Emanuel von Wittelsbach) o herdeiro presuntivo, mas como ele tem cinco filhas e a sucessão à Casa de Wittelsbach obedece às leis de sucessão agnática, e então passar, após sua morte, para seu primo, Príncipe Leopoldo Rodolfo da Baviera (Luitpold Rupprecht von Wittelsbach), (nascido em 1951), cujo casamento com Katharina Beatrix Wiegand foi reconhecido pelo Duque Francisco como dinástico em 3 de março de 1999, e depois passar para o filho mais velho, Luís Henrique da Baviera (Ludwig Heinrich von Wittelsbach), (nascido em 1982).